# Alessio Tacchinardi
Alessio Tacchinardi (Crema, provincia de Cremona, Italia, 23 de julio de 1975) es un exfutbolista italiano. Jugaba de centrocampista y su último equipo fue el Brescia Calcio de la Serie B de Italia. 
Inició su carrera en el Pergocrema para luego pasar al Atalanta, donde haría su debut en Serie A, tras permanecer dos temporadas en el club bergamasco fue transferido a la Juventus FC, club donde viviría sus mejores años de carrera deportiva llegando a ganar diez títulos a nivel nacional (cinco Serie A, una Copa de Italia, cuatro Supercopas de Italia) y cuatro a nivel internacional (una Liga de Campeones de la UEFA, una Supercopa de Europa, una Copa Intercontinental y una Copa Intertoto de la UEFA). 
Actualmente es entrenador del AC Crema 1908.

## Trayectoria
Empezó su carrera en las divisiones menores del Pergocrema , el principal equipo de su ciudad natal , luego pasaría al Atalanta haciendo el resto de las categorías inferiores hasta terminar su formación como futbolista.

### Atalanta
A los 17 años debutó en la Serie A, el 24 de enero de 1993, donde el conjunto de Bergamo venció por 2 a 1 al Ancona. En total jugò 9 partidos con el conjunto bergamasco, luego de 2 temporadas , fue transferido a la Juventus FC en junio de 1994.

### Juventus
En su primera temporada con el cuadro juventino, Tacchinardi tenía que luchar el puesto con Paulo Sousa y Didier Deschamps, a no tener espacio como centrocampista empieza a jugar como defensor central en algunos partidos, en total tiene presencia en 24 partidos , contribuyendo a ganar el scudetto número 23 de la historia bianconera. En esa misma temporada ganan la Copa Italia. En la siguiente temporada , ya como titular y de centrocampista, fue una de las piezas claves en la conquista de la Champions League , siendo la segunda y última Champions League en la historia de la Juventus. En diciembre de 1996 ganaría la Copa Intercontinental venciendo por 1-0 a River Plate en el Estadio Olímpico de Tokio , Tacchinardi ingresò en el segundo tiempo reemplazando a Zidane. Con Carlo Ancelotti sería titular habitual pero la Juventus sería subcampeón dos temporadas seguidas, que derivaría en el despido del técnico luego del triunfo en la última fecha contra el Atalanta donde Tacchinardi marcaría un gol.
Con la vuelta de Marcello Lippi en el 2001, Tacchinardi vive su mejor momento en su carrera deportiva , haciendo dupla en el mediocampo con Edgar Davids , ganan 4 Serie A, dos de las cuales, 2002 y 2003 , lo tienen como gran protagonista. En la Champions League 2002-2003 eliminan al Barcelona en cuartos de final y al Real Madrid en semifinal y vuelve a disputar una final esta vez contra el Milan en el Old Trafford, en un disputado encuentro el cual terminó en empate , la Juventus perdería por penales ante el cuadro rossonero.
Con Fabio Capello como entrenador, Tacchinardi seguiría alternando como titular aunque sufriría lesiones que lo marginaron por bastante tiempo , ante la llegada de Patrick Vieira y Emerson no sería considerado más como titular. En su última temporada como bianconero ganó la Serie A 2004-2005 , trofeo que sería revocado por el escándalo de Calciopoli . A fin de temporada pasaría a préstamo al Villarreal.

### Villarreal
Después de 11 años en la Juventus, Tacchinardi iría a préstamo por un año al Villarreal. Durante su primera temporada con el submarino amarillo, teniendo a Manuel Pellegrini como entrenador, sería titular en la mayoría de partidos , haciendo dupla en el mediocampo con Marcos Senna. Tuvo una destacada actuación en la Champions League 2005-06 donde llegarían a las semifinales y serían eliminados por el Arsenal. Durante su primera temporada jugó 34 partidos y marcó 2 goles, ambos en La Liga.
Para su segunda temporada en España , el Villarreal renovó el préstamo con la Juventus a cambio de 3.3 millones de euros. Esta sería su última temporada en el conjunto español, el Villarreal terminaría quinto en La Liga 2006-2007. Durante esta temporada Tacchinardi jugò 22 partidos y marcó un gol.
Terminado el préstamo con el Villarreal regresa a la Juventus que tenía como entrenador a Claudio Ranieri quien no contaba con Tacchinardi como una opción, en agosto del 2007 tanto los directivos como el propio jugador deciden no extender el contrato y culminar el vínculo luego de 13 años en el club turinés. En el mercado de verano del 2007 firma contrato con el Brescia de la Serie B italiana a pedido del entrenador Serse Cosmi.

### Brescia
Tacchinardi llega a Brescia en condición de jugador libre , durante su primera y única temporada con el conjunto bresciano marca 9 goles en 36 partidos jugados , siendo pieza clave en la clasificación a los play-off de ascenso tras quedar en quinto lugar, serían eliminados por el Albinoleffe gracias al gol de visitante.
Tras la eliminación, el Brescia da por acabado el contrato con Tacchinardi dejándolo como jugador libre. Tras su última temporada con el Brescia, Tacchinardi decide dejar el fútbol luego de 16 años de carrera.

## Selección nacional
Tacchinardi inició en la Selección Italiana sub-18. Al año siguiente pasaría a la sub-21 , equipo dirigido por Cesare Maldini, con el cual participa en las eliminatorias del Campeonato Europeo 1996 de esa categoría, Tacchinardi sería titular en casi todos los partidos logrando la clasificación a la Eurocopa Sub-21, torneo que posteriormente ganarían al vencer en la final a España por penales tras empatar 1-1 durante los 90 minutos reglamentarios.
Con la Selección italiana mayor debutó contra Eslovenia por las eliminatorias a la Eurocopa 1996 , Italia ganaría ese encuentro por uno a cero disputado en Údine. Luego alternaría en partidos amistosos y las eliminatorias Japón-Corea 2002 sumando totalmente 13 presencias.

## Resumen estadístico
|                       | Encuentros | Goles |
| --------------------- | ---------- | ----- |
| Serie A               | 261        | 9     |
| Serie B               | 36         | 9     |
| La Liga               | 45         | 3     |
| Copas nacionales      | 52         | 0     |
| Copas internacionales | 104        | 6     |
| Selección Italiana    | 13         | 0     |
| TOTAL                 | 511        | 27    |

## Clubes
| Club             | País   | Año         |
| ---------------- | ------ | ----------- |
| Atalanta BC      | Italia | 1992 - 1994 |
| Juventus FC      | Italia | 1994 - 2005 |
| Villarreal C. F. | España | 2005 - 2007 |
| Brescia Calcio   | Italia | 2007 - 2008 |

## Palmarés
| - Juventus FC - Serie A (5) : 1994-1995 , 1996-1997 , 1997-1998 , 2001-2002 , 2002-2003. - Supercopa (4) : 1995 , 1997 , 2002 , 2003. - Copa Italia (1) : 1994-1995 |  | - Juventus FC - Champions League (1) : 1995-1996 - Copa Intercontinental (1) : 1996 - Supercopa de Europa (1) : 1996 - Copa Intertoto (1) : 1999 - Italia - Eurocopa Sub-21 (1) : 1996 |

## Vida privada
Su hermano mayor Massimiliano Tacchinardi también fue futbolista, se desempeñaba de defensa salido de las divisiones menores del Inter.
Fue incluido en el Walk of fame o Paseo de la fama del Juventus Stadium como uno de los 50 jugadores más importantes en la historia de la Juventus, dicho reconocimiento fue otorgado por una votación que hicieron los hinchas y socios del club.